# Villard-sur-Bienne
Pour les articles homonymes, voir Villard.
Villard-sur-Bienne est une ancienne commune française située dans le département du Jura en région Bourgogne-Franche-Comté. Le 1er janvier 2019, elle devient une commune déléguée de Nanchez.
Les habitants se nomment les Villatus et Villatuses.

### Communes limitrophes

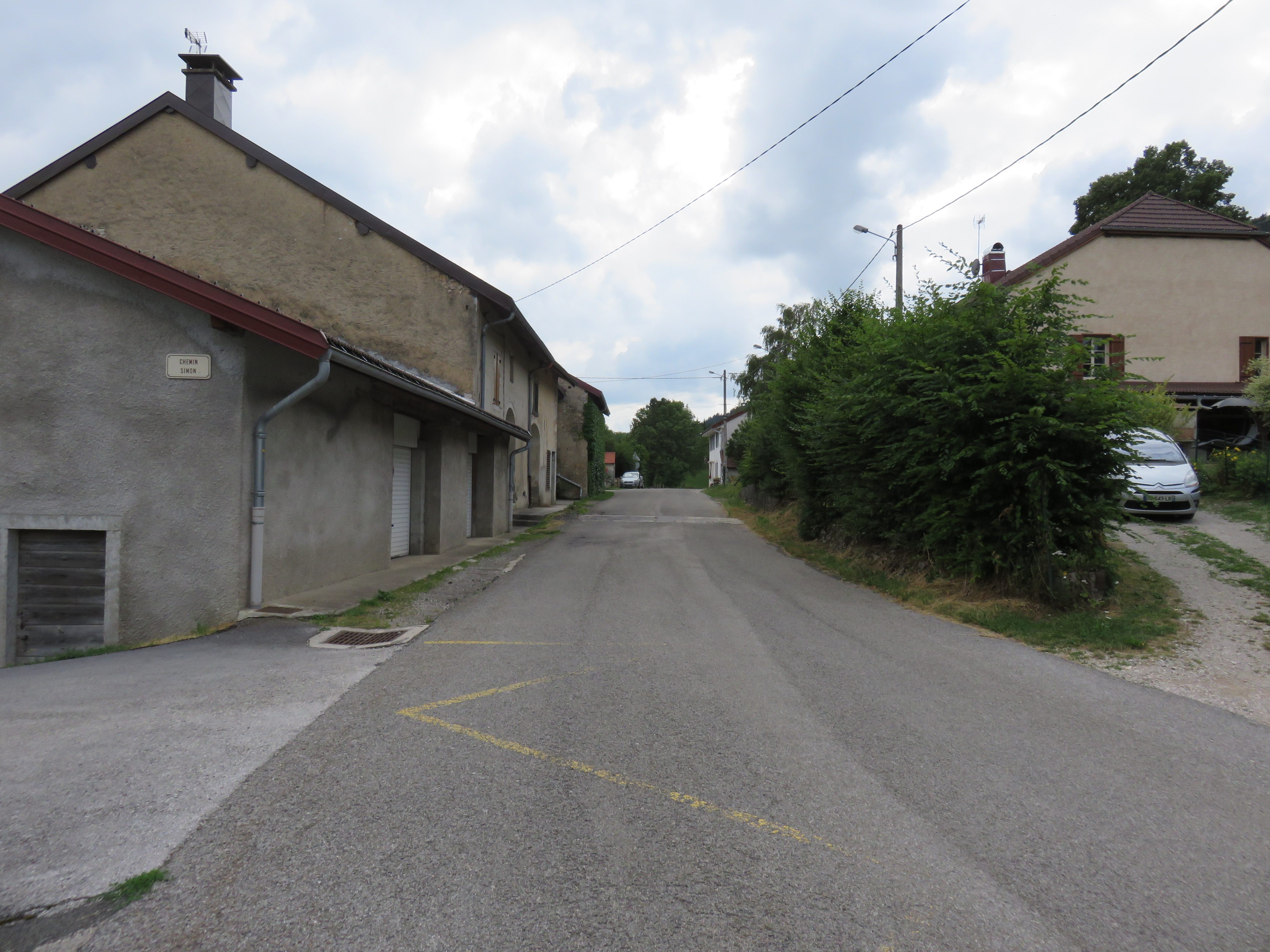
Route de la Vallée en direction de La Rixouse.

## Histoire
Le 1er janvier 2019, Villard-sur-Bienne intègre la commune nouvelle de Nanchez par arrêté préfectoral du 27 décembre 2018.

## Politique et administration

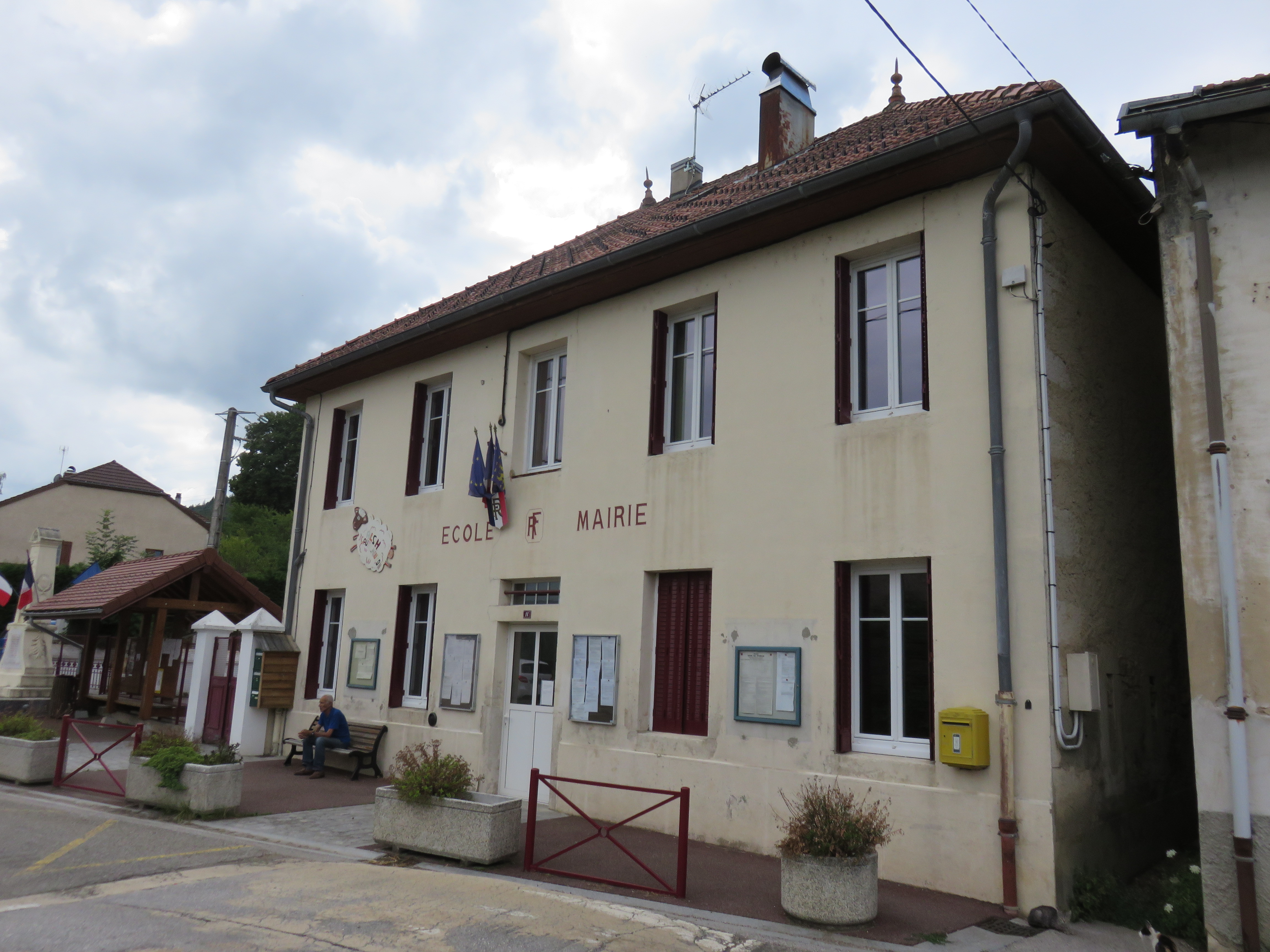
École-mairie

| Période    | Période   | Identité            | Étiquette | Qualité       |
| ---------- | --------- | ------------------- | --------- | ------------- |
| avant 1995 | ?         | Michel Chambard     | DVD       |               |
| mars 2001  | mars 2014 | Michel Humbert Brun |           |               |
| mars 2014  | En cours  | Michel Ollitrault   | UDI       | Fonctionnaire |

## Démographie
L'évolution du nombre d'habitants est connue à travers les recensements de la population effectués dans la commune depuis 1793. Pour les communes de moins de 10 000 habitants, une enquête de recensement portant sur toute la population est réalisée tous les cinq ans, les populations de référence des années intermédiaires étant quant à elles estimées par interpolation ou extrapolation. Pour la commune, le premier recensement exhaustif entrant dans le cadre du nouveau dispositif a été réalisé en 2007.

En 2016, la commune comptait 181 habitants, en évolution de −7,65 % par rapport à 2010 (Jura : −0,81 %, France hors Mayotte : +2,11 %).
| 1793 | 1800 | 1806 | 1821 | 1831 | 1836 | 1841 | 1846 | 1851 |
| ---- | ---- | ---- | ---- | ---- | ---- | ---- | ---- | ---- |
| 465  | 430  | 454  | 440  | 445  | 425  | 397  | 408  | 388  |

| 1856 | 1861 | 1866 | 1872 | 1876 | 1881 | 1886 | 1891 | 1896 |
| ---- | ---- | ---- | ---- | ---- | ---- | ---- | ---- | ---- |
| 372  | 349  | 334  | 289  | 297  | 296  | 244  | 239  | 211  |

| 1901 | 1906 | 1911 | 1921 | 1926 | 1931 | 1936 | 1946 | 1954 |
| ---- | ---- | ---- | ---- | ---- | ---- | ---- | ---- | ---- |
| 199  | 172  | 195  | 146  | 189  | 163  | 164  | 114  | 139  |

| 1962 | 1968 | 1975 | 1982 | 1990 | 1999 | 2006 | 2007 | 2012 |
| ---- | ---- | ---- | ---- | ---- | ---- | ---- | ---- | ---- |
| 113  | 104  | 76   | 85   | 115  | 132  | 185  | 192  | 191  |

| 2016 | - | - | - | - | - | - | - | - |
| ---- | - | - | - | - | - | - | - | - |
| 181  | - | - | - | - | - | - | - | - |

## Économie
Aire de production du Comté (fromage).

## Culture et patrimoine

### Lieux et monuments
- grotte de La Pontoise
- gouffre du Bief Goudard ou Gaudard
- fontaine du Pétasson

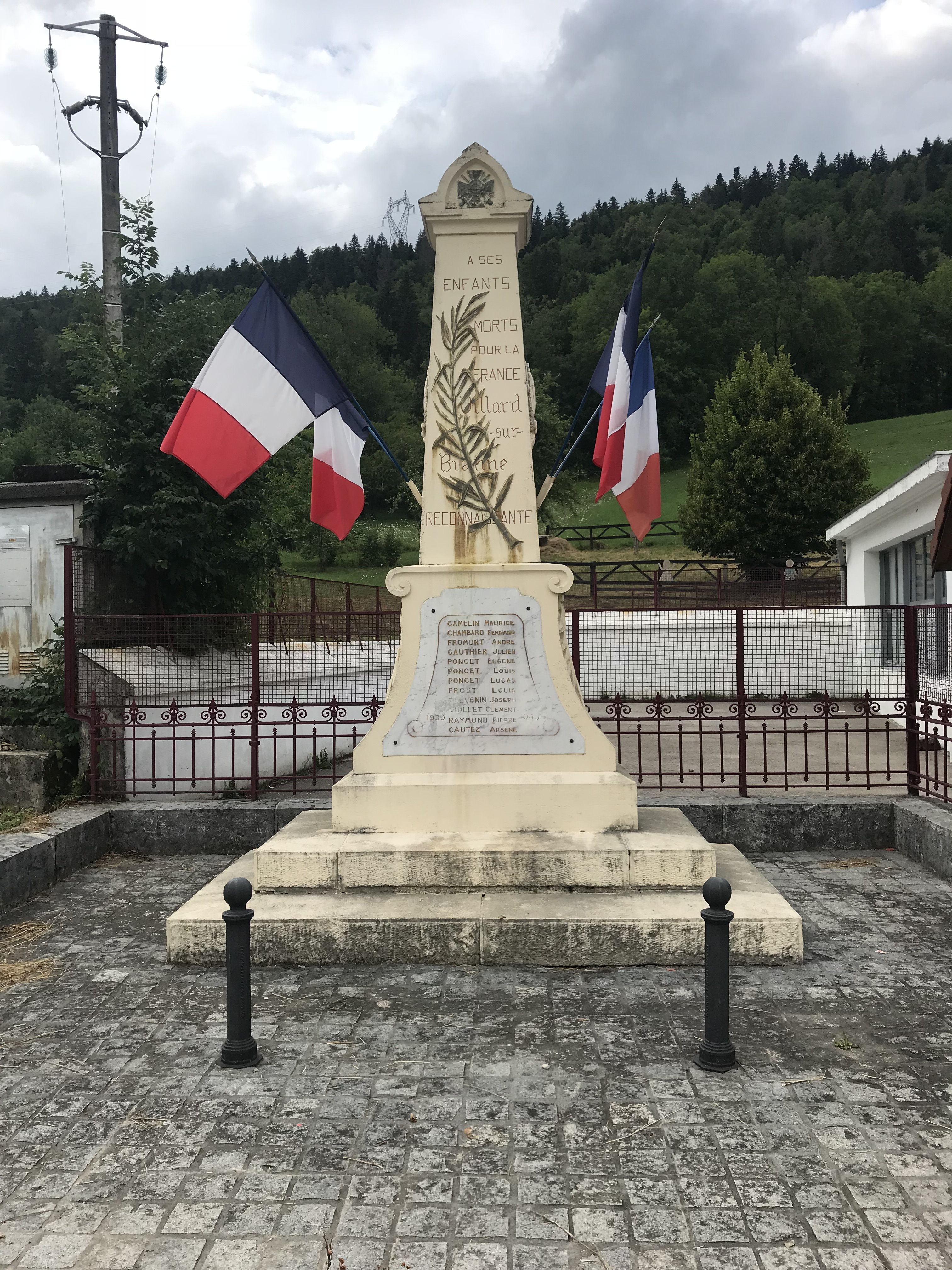
Le monument aux morts.
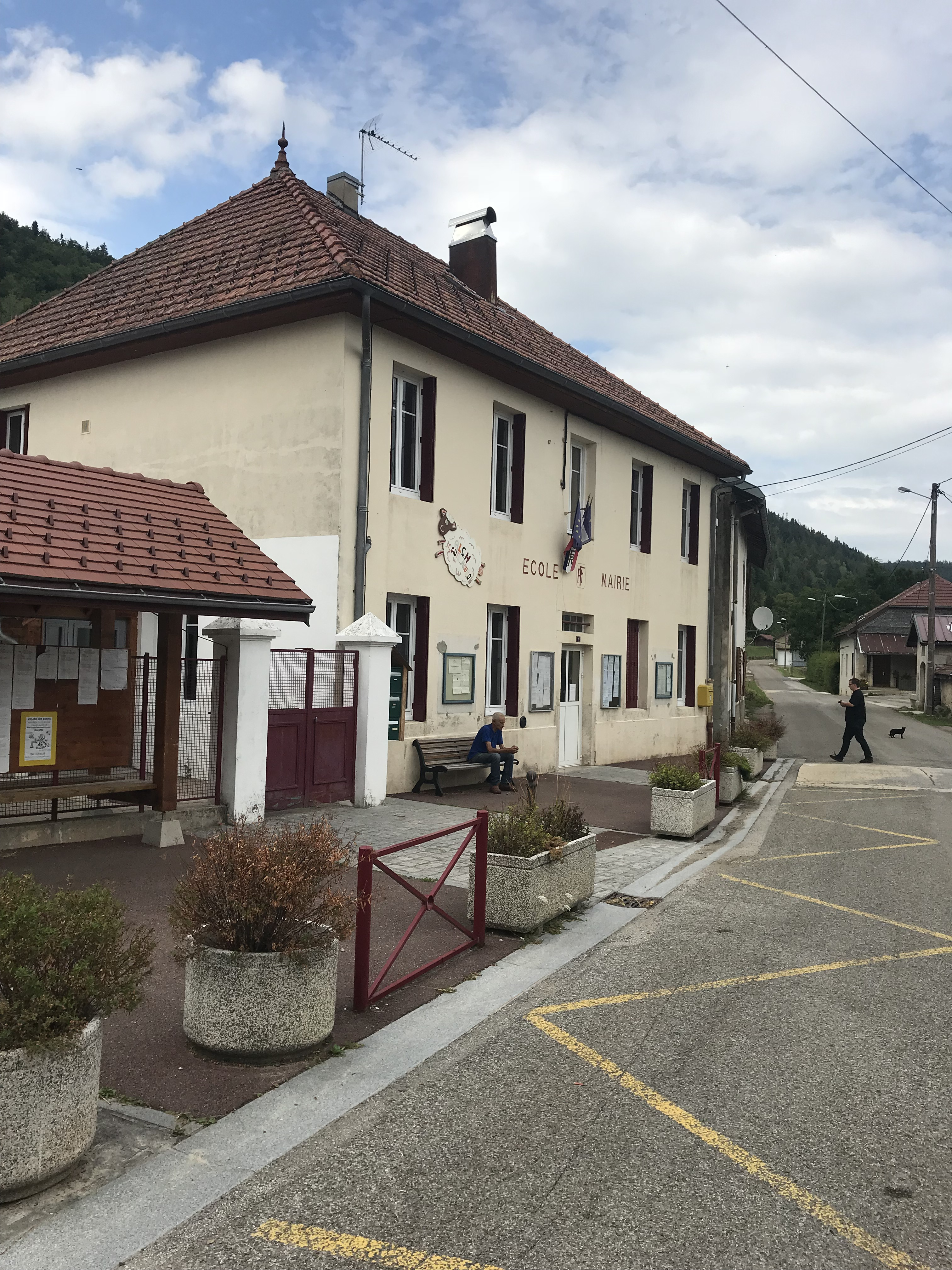
Autre vue de la mairie-école.